# Séneçon géant
Dendrosenecio kilimanjari
Espèce
Classification phylogénétique
Le séneçon géant du Kilimandjaro (Dendrosenecio kilimanjari) est une espèce de plante à fleurs de la famille des Asteraceae.
C'est une espèce de Tanzanie, notamment du Parc national de Kilimandjaro.

## Synonyme
- Senecio kilimanjari Mildbr.